# Väckelsångs socken
Väckelsångs socken i Småland ingick i Konga härad i Värend, ingår sedan 1971 i Tingsryds kommun och motsvarar från 2016 Väckelsångs distrikt i Kronobergs län.
Socknens areal är 125,12 kvadratkilometer, varav land 106,35. År 2000 fanns här 1 732 invånare. Tätorten Väckelsång med sockenkyrkan Väckelsångs kyrka ligger i socknen.

## Administrativ historik
Väckelsångs socken har medeltida ursprung.
Vid kommunreformen 1862 övergick socknens ansvar för de kyrkliga frågorna till Väckelsångs församling och för de borgerliga frågorna till Väckelsångs landskommun. Denna senare utökades 1952 innan den 1971 uppgick i Tingsryds kommun.
1 januari 2016 inrättades distriktet Väckelsång, med samma omfattning som församlingen hade 1999/2000.
Socknen tillhört samma fögderier och domsagor som Konga härad. De indelta soldaterna tillhörde Smålands husarregemente, Växjö kompani och Kronobergs regemente, Livkompaniet och Kinnevalds kompaniet.

## Geografi
Väckelsångs socken ligger öster om Åsnen vid Bräkneåns källsjöar, Hyllen, Fiskestadsjön och Ygden. Området består av småkuperad skogsterräng, rik på mossar.
Väckelsång ligger på en så kallad drumlin  som löper i riktning norr/söder. Drumliner är flackare än så kallade getaryggar som är lämningar efter isälvar. Socknens bättre jordar ligger i norra delen omkring drumlinen. Sten- och blockrik morän är en vanlig jordart i socknen. Väckelsång har flera sjöar men också stora myr- och mossmarker. Dessa har i flera fall varit sjöar, men sjösänkningar och utdikningar har förvandlat vissa till odlingsmark.

## Tidigare vegetation
Ruuths häradskarta av år 1663 visar med symboler att den tidens dominerande skogsträd var bok. I området från drumlinen ner mot sjön Åsnen söder om Väcklingeö ner mot sjön Hyllen låg bokskogar. Bokskog växte på 1600-talet också runt sjön Ygden. Kartans symboler domineras av  boken.

## Sjöar och vattendrag
Väster om Väckelsång ligger Åsnen vars forntida utbredning var betydligt större än dagens. Största delen av områdena väster om drumlinen har varit sjöbotten vilket gäller all mark under 144-metersnivån. Åsnens medelvattenyta uppskattas idag till 138,6 meter. Åsnen tillförs vatten främst genom Helige å och Aggaån. Sjöns utlopp är Mörrumsån. Bräkneån avvattnar sjöarna som ligger öster om drumlinen men även sjön Hyllen (ca 140 m ö.h.) som ligger väster om drumlinen. Hyllen avvattnas till Fiskestadssjön och ansluter därmed till Bräkneåns vattensystem. Ån som förbinder Fisketadssjön (ca 136 m ö.h.) med Ygden (129 m ö.h.) heter Eskilaån. Fornåsnen hade sin strandlinje på cirka 144 m ö.h. under inledningen av postglacial tid.
Sjöar och vattendrag har förändrats då de sänktes, våtmarkerna dikades och vattendragen rätades ut och rensades. Lidhemssjön vars gamla namn var Linen, ligger väster om Lidhems säteri och den försvunna, avhysta byn Lina. Sjön har inte samma utseende på den gamla häradskartan från 1600-talet som på 2000-talets moderna fastighetskarta. Stränderna mot norr och söder är förändrade. Linens medelvattenyta är 139 m ö.h. Sjöns vattenyta har påverkats av Åsnens sänkningar och av upprensningar i Aggaån. År 1855  planerades en sjösänkning av Hyllen men den genomfördes inte. Hyllen ligger högre än Åsnen, 140 m ö.h.
Åren 1885–1886 sänktes Fiskestadsjön med cirka 1,5 meter. 275 hektar ny jordbruksmark blev resultatet av sänkningen. Sjön hade före sänkningen en areal av 650 hektar och den beräknades bli 510 hektar efter densamma. Landvinningen uppskattades alltså till 140 hektar medan 207 hektar förbättrades då de blev torrare. Utloppet rensades under senare delen av 1950-talet vilket kan ha sänkt sjöytan ytterligare. Sjöns areal omfattar 2022 cirka 500 hektar, alltså 10 hektar mindre än uppskattningen på 1880-talet. Ugglegårds kvarn tvingades upphöra och en ny kvarn byggdes på annan plats. Gravfältet vid gamla skolan i Fiskestad och gravröset Görle rör (krossat till makadam) förlorade sina strandnära lägen. Sjön Kalven som låg när Fiskestsadsjön blev sumpmark.
1882 sänktes Ygden genom att en kvarn i Ekefors revs. Ygdens reglerades sedan åter 1902. Sänkningen var cirka 0,6 meter. Sjöns areal minskade från 550 till 490 hektar efter sänkning. Reglering av Ygden sker vid den nu nedlagda Tingsmåla kvarn vars dämme är bevarat. Ekefors järnbruk hade på 1600-talet ett dämme för sin vattentillgång. Ygdens vattenstånd var ännu högre under Ekefors bruks tid. I norra Väckelsång fanns två sjöar Östadsjön och Bergasjön som båda blivit sumpmark. Båda sjöarna fanns på storskifteskartan 1788. Sjönamnen är utsatta på Lantmäteriets karta på webben men de är markerade som sankmark. Östadsjön omfattade tidigare både Bäckamaden och Dalamossen, medan Bergasjön också omfattade Bergamossen. Ett område med fornlämningar på Hästabacken skapades, backen låg mellan de två sjöarna under tidig bronsålder och äldre järnålder.

### Sjön Nisten
Nisten försvann helt då den slutligen tömdes 1958 (Sänkta och utdikade sjöar i Kronobergs län 1981). På häradskartan kan dess storlek uppskattas till tre kilometers längd och en kilometers bredd. Sjön avvattnades genom Nistenkanalen. Kanalen mynnar i  Fiskestadsjön. Sjön var en mindre del av ett större sankt område som utgjort en större sjö tidigare. Sänkningen av Pinnamyr genomfördes 1881. Pinnamyr utgjorde tidigare delar av sjön Nisten. Av Ruuths karta tycks framgå att sjön långt tillbaka i tiden var ca nio km lång och sträckte sig från Grävlingaryd i Linneryds socken, genom hela Väckelsångs socken till Orraryd i Nöbbele socken.
Gårdarna med namnet Nistingsö låg på en ö i sjön, men även gården Hönseryd var belägen på en ö den forna större Nisten. Vid stränderna på sjöns västra sida låg gårdarna Änga, Boarydsudd, Drobbanäs och Söftesmåla. Grävlingaryd var placerad längst söderut vid sjön. Källehult, Bredahult och Boaryd var anknutna till östra stranden av sjön och i nordöst fanns Pungsholmen, Änganäs och Bosatorp i Nöbbele socken. Sjöns utbredning är viktig för att förstå fynden från stenåldern. Nistens stränder och höjderna runt var attraktiva bosättningsplatser. Stora delar av den gamla sjöbottnen blev åkermark som fortsatt brukas.

## Fornminnen

### Inventeringar
Väckelsång är en mycket välinventerad socken och har inventerats två gånger av RAÄ 1949 och 2001 men har också inventerats flera gånger i andra sammanhang. 2010–2020 nyinventerade Lars-Erik Englund socknen och denna inventering har han presenterat i Väckelsångsrapporten.
Inventering 1949 genomfördes av två olika personer. Väckelsång fick mera tid för inventeringen än andra socknar men trots uppskattade 0,9 kvadratkilometer per anställningsdag var tiden knapp. Tidigare inte prioriterade lämningstyper har senare tillkommit undan för undan men den första inventeringen omfattade främst förhistoriska gravar. De utgjorde 85 % av de registrerade lämningarna medan lämningar efter kommunikationer utgjorde 8 % och övriga lämningar 7 %. Den fördelningen stämmer inte på Väckelsångs inventering eftersom denna har ett större innehåll som Knut Kjellmark bidragit med. Nr 1-44 i inventeringen 1949 registrerades av Rolf Erixson 13 juni till 13 augusti 1949. Nr 101-130 registrerades av Kurt Karlsson samma tidsintervall på två månader 1949. Granskning utfördes av Harry Thålin 1949. Inventeringen 1949 registrerade totalt 74 platser och lite drygt 25 av dessa platser hämtades från Kjellmarks arbete Värends fornlämningar. Senare kompletterades inventeringen med en fångstgrop nr 45 1983 och nr 131 en hällkista i röse av K J Krantz.
Att nummerserien var uppdelad i två fick konsekvenser. Nationalencyklopedin (Band 20 1996) beskriver att Väckelsång har cirka 110 fornlämningar men det var grundat på att man missat att numreringen hade en lucka på 56 nummer. Nationalencyklopedins nämner 3 hällkistor, cirka 15 rösen från bronsåldern och fyra gravfält från yngre järnålder. Antalet rösen har utökats till nästan det dubbla.
På 1990-talet inventerades kulturlandskapet vid säteriet Lidhem. Resultatet av dessa insatser infördes 2001 i RAÄ:s inventering. Revisionsinventeringen 2001 registrerade totalt 298 platser, av de 74 från första inventeringen fick sex platser fick utgå. 55 fyndplatser togs upp i huvudsak hämtade från Kjellmark och nio platser registrerades som boplatser. Nyregistreringar utgjordes av 100 platser med fornåkrar, 36 by- eller gårdstomter. Åtta områden registrerades sedan på karta utan beskrivning vid digitalisering registret.  År 2009 genomförde Arkeologicentrum en utredning för en vindkraftspark öster om Fiskestadsjön och nyregistrerade 18 platser, mest fornåkrar. Under åren på 2010-talet har Smålands museums arbete lett till 8 registreringar, främst gravar som tillförts fornminnesregistret (FMIS).
| Antal | RAÄ nr                               | Typ av fornlämning             | Datering                                                                                                | Beskrivning |
| --- | ------------------------------------ | ------------------------------ | --- | --- |
| 51 |                                      | Fyndplatser                    | Mest stenålder                                                                                          | Väckelsång är rik på fyndplatser. Fynden beskrivs i avsnittet om förhistoria. |
| 1 | 258                                  | Fyndsamling                    | Stenålder                                                                                               | Hembygdsgården: Samling av främst föremål från stenåldern ett 40-tal föremål, främst stenyxor och många flintspån och avslag. |
| 14 boplatser totalt                                                                                       |                                      | Boplatser                      | I huvudsak stenålder                                                                                    | Spridningsbilden för boplatser angivna i fornminnesregistret ger inte intryck av att ge en bild av bosättningarna utan mera slumpvis hittade platser. Källkritik är nödvändig för värdering av dessa vilket måste ske tillsammans med övriga lösfynd. Fördelningen av fynden med flest fynd runt Boaryd ger anledning att misstänka att hembygdsforskaren Fabian Karlsson som var bosatt i Boaryd har påverkat spridningsbilden. Även om Kjellmark är uppgiftslämnare så hade han ofta sina primäruppgifter från Fabian Karlsson. Kunskapsläget har förändrats med Väckelsångsrapporten där 43 boplatsområden tas upp. I Väckelsångsrapporten finns 44 områden med boplatser behandlade så fornminnesregistrets uppgifter är nu en föråldrad källa. Dessutom har antalet lösfynd utökats så att bättre förutsättningar för en skildring av förhistorien finns. |
| 1 | 46                                   | Provundersökt boplats          | Yngre bronsålder tidig järnålder                                                                        | Norr om Väckelsång hittades vid en arkeologisk provundersökning 2 härdar, 5 stolphål och 14 nedgrävningar samt keramik. Rapport av Lars Salmimen Smålands museum. Vägverkets planer på att flytta utfarten av Lidhemsvägen längre söderut var orsaken till undersökningen. Vid första besiktning hittades två områden, dels Högsbacke och dels ett område 280-480 meter väster om infarten till Knapagården. Fosfatkartering genomfördes i båda områdena och sökschaktning på Högsbacke. Område västerut är ett röjningsröseområde på en höjd, 150×30-120 meter stort. Området innehåller ett 20-tal röjningsrösen av sentida typ. I området mellan de två områdena finns förmodade gravar. Fosfatprovtagning utfördes genom att prover togs var tionde meter enligt förbestämda koordinater. Sammanlagd provyta uppgick var 5700 m². Sökschakten omfattade totalt 335 m, fördelade på fem schakt. Förutom de redan nämnda anläggningarna ovan hittades ett antal sentida gropar. Högsbacke tolkades som en förhistorisk boplats. Utredningens kunde inte avgränsa boplatsen eller datera den. Salminen menar med stöd av keramik och lämningarnas karaktär, att boplatsen troligen var från yngre bronsålder-järnålder. Fynden finns i Smålands museum. (Väckelsångrapporten sidan 103-104) |
| 2 | 129 och 132                          | Boplatser                      | Stenålder                                                                                               | Vid Lidhemssjön finns en boplats 160×60 meter, där det hittats skörbrända stenar, ben (framför allt tänder) och på samma åker har fynd av flintavslag och stenföremål hittats. Nära denna plats finns en andra boplats 80×20 meter vid sjön med bearbetad flinta, flintskrapa och flintavslag. |
| 2 | 114 och 216                          | Boplatser                      | Stenålder                                                                                               | Vid Fiskestadssjön finns en boplats 150×70 meter vid Näset med fynd av tre trindyxor, spetsen av en flintdolk, ett bryne eller mejsel av glimmerskiffer med skarp egg samt en större bit kristianstadflinta, två flintspån, två slipstenar, knacksten samt ett kvartsavslag. Fynden har olika åldrar så det rör sig om en blandad boplats. Fynden noterade i Värends fornminnen av Kjellmark. På en plats vid Fiskestadssjön längre norrut, vid Horsholmen 140×70 meter har hittats en tjocknackig yxa, en trindyxa och 11 spån av flinta och många flintavslag. Fynden noterades vid 1949 års inventering. Även denna plats har fynd av olika ålder och är en blandad boplats. Båda boplatserna vid Fiskestadsjön kommer från östra sidan av sjön. |
| 1 | 260                                  | Boplatser                      | Stenålder                                                                                               | I söder vid Ygden finns en boplats med fynd av trindyxa och 20 spån av flinta samt avslag av flinta. |
| 5 | 179:1 och 179:2, 177,288 och 286     | Boplatser                      | Blandade boplatsfynd från stenåldern till järnåldern. Resultatet av intensivt arbete i jakt på lösfynd. | Boaryd På åkern ängagärdeslyckan (RAÄ 179:1) finns en boplats 80x60 meter stor med blandade fynd av trindyxa, gjuthuvud av brons och holkyxa av järn, spjutspets av järn, en sländtrissa och två pärlor av glas. På åkern Fnäket (RAÄ 179:2) inom ett område 160×50-120 meter, har hittats en flintdolk nära röset (RAÄ 129) och en pärla. På båda åkrarna har hittats ett 30-tal flintspån och mängder av flintavslag. Dessa två boplatser utgör ett bosättningsområde med längre kontinuitet med sammanlagt 56 fynd av föremål, de flesta från stenåldern, men även några från järnåldern. (Väckelsångsrapporten s 227-228) RAÄ 177 är en boplats ca 60×50 meter på åkern Bolslätt på Södergård i Boaryd med fynd av sydskånsk flinta samt en liten yxa i järn med bakåt utsvängd eggflik och brynen i glimmerskiffer. Enligt Väckelsångsrapporten också flera brynen av glimmerskiffer, flintyxa, en avslagen yxa av porfyr. Förvaras i hembygdsmuseet. Boplats RAÄ 288 i Boaryd med fynd trindyxa, tjocknackig yxa i grönsten, 2 dolkblad, 2 pilspetsar, 2 sländtrissor, 2 brynen, 2 pärlor och många spån och avslag. Boplats 286 i Boaryd har gett fynd av flera trasiga stenyxor, en pilspets en skrapa 2 pärlor och ett sänke. |
| 3 | 110 och 77                           | Boplatser                      | Stenålder                                                                                               | Vid Horsholmen 140×70 meter i Boaryd hittades vid inventeringen 1949 en tjocknackig yxa, en trindyxa, elva flintspån samt ett flertal flintavslag noterades också 1949. I 2001 års notering skriver RAÄ att stenyxor har hittats i närheten och att det vid 2001 års inventering hittades 4 flintavslag av kristianstadflinta på platsen. Väckelsångsrapporten har denna plats noterad som Ängaholm, 160×70 meter med fynd av en härd, stenyxor, fyra avslag av kristianstadflinta. Kjellmark har gett uppgifter om en boplats på Holmalyckan 1 km nordväst om Boarydsudd med fynd av spån och avslag av flinta. Holmalyckan plats är osäker och i Väckelsångsrapporten anges två olika lägen. Vid Holmen Östad 110×30 meter i åker norr om torpet på en platå ovanför den utdikade sjön Nisten registrerades en boplats med fynd av 4 spånskrapor, en rak skrapa och 5 ovala skrapor, 18 spån och minst 400 flintavslag huvudsakligen av kristianstadflinta. Dessutom har i södra delarna av området hittats en 15 cm lång trindyxa av grönsten med ovalt tvärsnitt Denna boplats verkar inte vara blandad utan ger intryck av att vara tidigneolitisk eller senmesolitisk. |
| 4 (?) | 102                                  | Stenkammargravar               | Senneolitikum                                                                                           | Hällkista i stensättning vid Stefanstorp. 9 m i diameter 0.5 m hög. Hällkistan i mitten av stensättningen 4,5 meter lång och 0,5 m bred med 2 hällar i östra långsidan och 4 hällar i västra långsidan. Enligt osäker uppgift ska ytterligare tre hällkistor på samma åker tagits bort. Inga uppgifter om fynd. Takhällar saknas och troligen plundrades hällkistan tidigt. |
| 1 | 118                                  | Stenkammargrav                 | Senneolitikum Bigrav från bronsåldern. Kniv från järnåldern                                             | Beskrivning RAÄ 118 2001: Hällkista i röse. Röset är 11 m i diameter och 1,3 m högt. Hällkistan i röset mitt är orienterad i N-S och 4 meter lång och 1 meter bred. Två hällar i vardera långsidan. En häll i södra gaveln. I den södra delen av kistan står en gravhäll. Takhällen har skålgropar 26 st 4-6 cm diameter och 0,5 till 1,5 cm djupa. All sten i rösets norra har avlägsnats och röjningssten har påförts i södra delen. Forngraven vid Svenstorp. Röset plundrades 1928 på sten som krossades till makadam när hällkista påträffades. Knut Kjellmark tillkallades. Röset uppskattades enligt Kjellmark att ha varit 18 meter i diameter och cirka 1,5 meter hög. Vid undersökningen hittades (enligt SHM nr 18 840) fynd av ett 15-tal oornerade keramikbitar, ett 20-tal brända ben och 4 flintbitar varav en av kristianstadflinta i kistan. En sekundärgrav utanför kistans västra sida gav ett fynd av en liten bronsring av en smal ten och ett 30-tal brända benbitar. Norr om kistan hittades två flintskrapor, en fragmentarisk järnkniv med bred tånge. Dessutom hittades några bitar glasig järnslagg Dessvärre hade någon sökt igenom hällkistans bottenfyllning kort före undersökningen genomfördes. (Väckelsångsrapporten sid 84-86) |
| 1 | 131                                  | Stenkammargrav                 | Senneolitikum                                                                                           | Graven ligger i Ekeryd vid Gängeskulla. Hällkista i ovalt röse 10x14 meter i dianmeter 1,5 meter högt. Stenar i röset 0,2 till 0,4 meter stora. Hällkistan orienterad i N-S är rektangulär 4 x 1,5 meter. Tre takhällar är synliga helt och en fjärde delvis, Delar av sidohäller synliga. Röjningssten har påförts röset södra och västra sida. I östra kanten är röset omplockat och skadat. |
| 3 | 12:1,20:1, 327                       | Högar (enstaka ej på gravfält) | Oklar datering                                                                                          | Det finns tre platser med högar upptagna. Nr 12 är två högar på ett område med två stensättningar i Fiskestad. Nr 20 är en nu borttagen hög som låg nära nya kyrkans kyrkogård. Inga fynd noterade. Nr 327 är en uppgift om en borttagen hög vid täktverksamhet. Inga fynd noterade. |
| 28 |                                      | Rösen                          | Äldre bronsålder främst men inslag av både senneolitikum och yngre tider                                | I Fornminnesregistret finns 28 platser med rösen registrerade varav huvuddelen är koncentrerade till ett område strax norr om Väckelsång men ett mindre röse med 9 meters diameter och 0,5 meters höjd strax söder om orten. Möjligen är detta en stensättning och inte ett röse. Hela den södra delen av socknen saknar rösen medan det är i södra delarna av socknen de flesta hällkistorna i röse är registrerade. Rösen kan vara äldre än bronsålder så möjligen har registreringen av hällkistorna i södra delen av församlingen gett en snedvriden bild av fördelningen. Men fördelningen talar trots detta för att bebyggelsen under bronsåldern varit koncentrerad till norr om Väckelsång. Antalet gravrösen i Väckelsångsrapporten är 39 således mer än dubbelt så stort. Den olika graden av säkerhet i dessa 39 rösen kan beskrivas som befintliga, skadade, borttagna, uppgift om rösen och en grupp osäkra. Styragårdsröset strax norr om Väckelsångs finns socknens största röse 30 meter i diameter och 2,5 m högt. Röset har en grop i norra delen 5 m i diameter och 1,5 meter djup. Styragårdsröset ligger i östra kanten av Markalyckan, och räddades från makadamslagning efter ingripande av Kjellmark 1930. När Växiövägen mellan Väckelsång och avtagsvägen mot Uråsa byggdes och rätades 1960 togs ett gravröse bort. Röset hade 16 meters diameter och var 1,2 meter högt. Röset låg på en berghäll. Brända benbitar hittades i rösebottnen över hela ytan, men största delen i mitten. Benen låg i ett tunt lager av aska. I mitten av röset påträffades två glaserade lerpärlor och två oornerade bitar keramik varav en mynningsbit av ljust gulbrunt gods. I rösets västra kant påträffades en avbruten pilspets av brons. Fynden finns sedan mars 1962 i Smålands Museum. |
| 28 | RAÄ nr 202, 71, 109 17               | Rösen                          | | RAÄ 202 är en gravgrupp i Fiskestad hittad vid inventeringen 2001 med ett röse och två stensättningar. Röset är 16 m i diameter och 1 m högt. med 0,2-04 m stora fyllnadsstenar. Röset har ett brätte 2 m brett i nordvästra, norra och östra kanten. Stenättningarn är mindre, lägre och övertorvade. RAÄ 71 är en plats för ett röse enligt Kjellmark, borttaget utan några fynd eller andra uppgifter. Röset 109 på fastigheten Väckelsångs Korrö är 10 meter i diameter och 0,8 m högt. Fyllningsstenar 0,2 till 0,4 m stora i söder ett stort block 2x1 m i N-S och 0,5 m högt. Nordöstra södra och sydvästra delen av röset är intakt. I resten av röset har stenpackningen avlägsnats. Beskrivning: Stensättning, ca 20 m diam och 0,4 m h. Runt kanten en vall, 2-3 m bred och 0,3-0,4 m hög av 0,2-0,3 m stora stenar och jord. I mitten en fast häll. 1949 syntes grunden till en basta, 4,5×4,5 m stor på hällen. Beväxt med lövsly och buskar. (L1953:5361) Hembygdsforskaren Fabian Karlsson: Vid Fiskestad Södregården finns mitt för gården ett egendomligt ringformigt röse, kallat Glasröret. Det utgöres av en omkring 2 m bred stensträng, lagd i cirkel av ungefär 25 m i diameter och Inuti är en slät plan. På östra sidan tycks ha varit en ingång, där kullerstenen är bortplockad. Mitt inne på planen inom stenringen träffas en liten hustomtning efter en basta. Den egendomliga ringformiga stenvallen med sin ingång är kanske rester efter en förhistorisk byggnad. Den kan vara rester efter ett större runt gravröse, som plundrats på sten, och där man blott lämnat kvar stenarna i själva utkanten. En gammal sägen omtalar, att en kyrka skall ha funnits vid Södregård, och åkern kallas än idag Kyrkåker. Englund menar arr Glasröret ursprungligen var ett gravröse, alternativt ett ovanligt stort odlingsröse samt att stenarna bortförts till makadamslagning. Platsen är svårbesiktigad på grund av buskvegetation (Väckelsångrapporten sid 95-97) |
| 28 | RAÄ nr 170, 255,129 181, 289 och 294 | Rösen                          | Äldre bronsålder 181 möjligen senneolitikum                                                             | Dessutom finns 6 platser med rösen i Boaryd med omgivningar. På Nistingsö finns ett 15 meters röse med 1,7 meters höjd. Längre söderut i Boaryd finns en plats med flera rösen. Enligt karta från 1786 fanns 4 stenrör på två åkrar med namnen Lundäng och Lundåker. I Pinaryd finns ett röse 8 meter i diameter och 1 meter högt. I Boaryd finns ett röse längre söderut med 12 meters diameter och 1,2 meter högt. vid röset finns hällar med borrade hål. Röse borttaget på 1860-talet som finns med på lagaskifteskartan. På platsen hittades en bronsfibula enligt Kjellmark. I ett närbeläget röse RAÄ 294 som också är borttaget hittades en urna enligt Kjellmark. |
| Gravfält i fornminnesinventeringen är 4 stycken och de flesta gravarna är från yngre delen av järnåldern. |                                      |                                | | |
| 50 | 19                                   | Gravfält                       | Järnålder även äldre nägon äldre grav                                                                   | Kullarna vid hembygdsgården. 15 högar, 25 övertorvade stensättningar, 3 rektangulära stensättningar, 5 ovala stensättningar, 2 treuddar. RAÄ uppskattar att gravfältet har 50 gravar. Möjligheten finns att gravfältet tidigare varit större innan kyrka och kyrkogården anlades. På arkeologiska och topografiska grunder kan man göra antaganden om gravfältets eventuellt ursprungliga storlek. Hedniska gravfält anläggs på mindre höjder i landskapet. Den äldsta graven finns på högsta platsen. Gravfältet utvigas sedan åt olika håll om inte ett hinder som en brant sluttning eller bebyggelse. Högsta punkten på backen ligger under nuvarande kyrkans kor. De i nutid bevarade gravarna ligger över 160-meterskurvan på kullen. Kullen har en yta av omkring 10000 kvadratmeter ovanför 160-metersnivån. Skissar man på samma täthet av gravar och gravstorlek ryms cirka 200 gravar på backen. Antagande om 200 gravar år en hypotes men den stärka av en ensamliggande gravhög, som låg lite under 160-meterskuran 30 meter nordnordöst om ingången till kyrkan. Säkert har gravfältet tidigare varit större. |
| 5 | 31                                   | Gravfält                       | Järnålder troligen senare delen- Runda övertorvade stensättningar i grupper oftast yngre                | Högsbacke väst bedöms av Engvall ha haft 2 rösen, 3 fyllda stensättningar? och en uppgift om 5 stensättningar, 1936 uppskattade F. Karlsson att det fanns 10 gravar, 1937 skriver Kjellmark om 7 gravar och 2001 i RAÄ noteras 5 gravar. RAÄ 2001: Gravfält 70 x 15 meter i Ö-V bestående av 5 gravar varav 4 fyllda stensättningdar och en oval ofylld stensättning. Stensättningarna är 4-6 meter i diameter och 0,2 till 0,5 meter höga och övertorvade. Den ovala stensättningen 4x3 m och ofylld med kantkedja av 0,3 till 0,5 meter stora stenar. Kommentar: Nu är det svårt att se de 5 gravarna som syntes 1949. |
| 5 (10?)                                                                                                   | 15                                   | Gravfält                       | Bronsålder för röset? resterande järnålder                                                              | Fåraberget: Senast uppskattat 1 röse, 1 stensättning, 2 stensättningar? och uppgift om 6 stensättningar? RAÄ inventering 1949 10 stensättningar, 2:a inventeringen 2001 noterade fem stensättningar. Fåraberget ligger cirka 80 m norr om Väckelsångs skola. 2017 noterades rest av ett röse, en fylld stensättning och två övertorvade stensättningar, båda bedömda som osäkra med sitt nuvarande utseende. Orsaken till skilda bedömningar kan vara olika uppfattning hos arkeologer eller skador mellan besöken. |
| 20? | 44                                   | Gravfält                       | Bronsålder och äldre järnålder                                                                          | Fiskestad:. 1935 uppskattade F Karlsson antalet gravar till 20, det är däremot oklart om Kjellmark besökte platsen, RAÄ uppskattar antalet gravar till 20. Väckelsångsrapporten ger 2 rösen, 4 fyllda stensättningar, 1 rest sten och uppgift om 15 stensättningar? Benämningen Kungagravarna finns på vissa av gravarna. |
| Gravfält gravgrupper och uppgifter om borttagna gravgrupper, De flesta gravarna är odaterade              |                                      |                                | | |
| 3? /5? | 202                                  | Gravgrupp/gravfält             | Bronsålder, äldre järnålder ?                                                                           | Fiskeåkern. RAÄ FMIS uppskattsar antalet gravar på platsen till 3 :1 röse, 2 fyllda stensättningar. Se gravgrupp ovan. Väckelsångsrapporten ger 2 rösen, 3 fyllda stensättningar alltså ett gravfält. Platsen är en höjd med berg i dagen norr om Fiskeåkern i Fiskestad ligger ett litet gravfält, bestående av två rösen och tre stensättningar, varav två har bedömts som osäkra. Skälet att de osäkra upptas beror på läget och närheten till de övriga gravarna. |
| 1 + ? | 93                                   | Gravfält                       | Bronsålder och järnålder                                                                                | Östad Röse borttagit på 1920-talet och gravfält med okänt antal högar i närheten. Kjellmark som skriver om detta bortodlade gravfält. I röser fynd av lerurna och på platsen fynd av sländtrissor minst 2 på platsen |
| 4 (5?) | 12                                   | Gravgrupp                      | Bronsålder Järnålder                                                                                    | Aspekulle Englund 1 röse, 2 stensättningar, 2 högar. Fabian Karlsson 4 gravar, RAÄ år 2001 4 gravar men bygger på Kjellmarks redogörelse,(Väckelsångsrapporten sidan 122) |

## Kulturminnesvårdsprogrammet
Kronobergs län program kom ut första gången 1981, och grundades på fornminnesinventeringarna åren 1945-1954 i länet och i någon mån på antikvariska källor om byggnader.  Väckelsångs fornlämningar inventerades första gången 1949. Programmet är nu föråldrat varför översyn pågår. Kvarnamåla gästgivaregård omnämns som enstaka kulturminne. Tre områden i Väckelsång ses som särskilt värdefulla: Fiskestads by, Lidhems  herrgård från 1700-talet och Väckelsång sockencentrum med omgivande kulturlandskap. Ett lite mer uppdaterat kulturmiljöprogram finns på Länsstyrelsens hemsida. Där tas samma tre områden upp med liknande text men något mer utförligt.

## Historia

### Gamla kyrkan
Väckelsångs gamla kyrka låg fram till år 1828 ungefär 1 km nordost om den nya kyrkan. Kyrkan var byggd i romansk stil och byggdes under tidig medeltid. Väckelsång nämns i skrift på 1330-talet . Den medeltida kyrkan var en rektangulär kyrka av salstyp. Koret var tresidigt med en yngre sakristia på norra sidan av koret. Ett vapenhus fanns möjligen på sydsidan som hade två ingångar. Kyrkans murar var uppbyggda som skalmurar av tuktad marksten med en kärna av mindre stenar lagda i kalkbruk. Kyrkan var 21 meter lång, 7,7 meter bred, med en uppskattad höjd på 6 meter. Den bäst bevarade delen av byggnaden är långhusets västra gavelvägg varav en halv meter kvarstår.
1976 gjordes en arkeologisk undersökning av Väckelsångs gamla kyrka. Kyrkans plan stämde med en planritning som bevarats från 1700-talet. En fyrkantig tillbyggnad i väster vars murrester inte låg i förband med kyrkans långhus var en överraskning. Det kan ha varit ett västtorn eller lämningar av en äldre kyrka på platsen. Enligt allmogen i socknen blev kyrkan nedbränd av danskarna under 1500-talet. Den byggdes då åter upp på samma stenstomme omkring 1640. Gamla dokument berättar att nedbränningen hade orsakat många sprickor i kyrkans murar. Det är möjligt att kyrkan före 1640 kan ha haft ett torn eller haft ett något annat utseende.  Kyrkans grundplan har efter gråvningen markerats i ytan med flata stenar. Kyrkan hade varit målad eftersom undersökningen påvisade rester av målad puts på västra gavelns yttervägg.

### Medeltida huvudgårdar
Line senare Lidhem i Väckelsång var 1414 huvudgård för väpnaren Bengt Magnusson Ryd och 1427 äger Gise Bengtsson gården. Frälsemannen Anders Olofsson står som innehavare 1432. 1474 fick Ficke Gustavssons hustru gården i morgongåva. 1502 tillhör den sonen Bengt Arvidsson och 1528 innehade dennes bror Gustaf Arvidsson (sparre över stjärna) Lidhem varefter Måns Persson (Stierna) tar över gården 1542-1543.
Väckelsång har troligen haft flera huvudgårdar. Arvid Trolles jordebok dokumenterar att Erik Algotsson (spets nedifrån) år 1453 sålde fem gårdar i Väckelsång socken för 300 mark. I salubrevet nämns storegården i Fiskestad. I köpegodset ingick en gård i Väckelsång, två i Ekeryd och en i Östad. Jordeboken ger uppgiften att Storegården räntade mer smör än de övriga gårdarna. Flera av storegårdarna i jordeboken har varit huvudgårdar. Möjligen köpte Birger Trolle en huvudgård med fyra underlydande landbogårdar.
Ekeryds säteri anlade och drev flera industriella verksamheter från 1679 till 1800-talets slut. Paul Rudebeck d.ä. anlade 1679 vid Ekefors ett järnbruk och på platsen uppfördes en masugn.

## Kulturlämningar från historisk tid
9 milstenar registrerades 1949 varav en med bara postamentet bevarat. Dessutom finns stenbroar registrerade på tre platser varav två  i Kvarnamåla nr RAÄ 9:1 och 9:2 nära varandra, nr RAÄ 106 är en borttagen stenvalvsbro i Söftestorp samt RAÄ 113 en stenvalvsbro i Fiskestad. Sammanlagt registrerades 12 platser med anknytning till vägar. Lidhems herrgård registrerades liksom Ekeryds industrier men även några badstugor byggda i trä och två pestkyrkogårdar och ödekyrkogården för den gamla kyrkan. Två ängslador registrerades i den första inventeringen liksom en grottbildning.

## Namnet
Namnet (1421 Wekilsangs), taget från kyrkbyn, består av förledet Vekil/Vekul ett äldre namn på  Fiskestadsjön, besläktat med dialektordet vek, 'krökt', 'böjligt' och veke, 'åkrök' samt efterledet ang, som betyder 'trång'. Ortnamnet har såldes varken med de nutida orden 'väcka'/'vakna' eller 'sång'/'sjunga' att göra.

### Fotnoter
1. 1 2 3  Svensk Uppslagsbok Väckelsångs socken
2. 1 2  Harlén, Hans; Harlén Eivy (2003). Sverige från A till Ö: geografisk-historisk uppslagsbok. Stockholm: Kommentus. Libris 9337075. ISBN 91-7345-139-8
3. ↑  Administrativ historik för Väckelsång socken (Klicka på församlingsposten). Källa: Nationella arkivdatabasen, Riksarkivet.
4. ↑  Sjögren, Otto (1931). Sverige geografisk beskrivning del 2 Östergötlands, Jönköpings, Kronobergs, Kalmar och Gotlands län. Stockholm: Wahlström & Widstrand. Libris 9939
5. 1 2 3  Nationalencyklopedin
6. ↑  ”Väckelsångsrapporten”. Lars-Erik Englund. 31 december 2020. sid. 25-28. https://filer.hembygd.se/kronobergs-arkeologiska/uploads/files/2022/03/03/V%C3%A4ckels%C3%A5ngsrapport%202020-12-31-part-2.pdf. Läst 16 juli 2023.
7. ↑  Fornminnesregistret, Riksantikvarieämbetet: Väckelsångs socken Fornminnen i socknen erhålls på kartan genom att skriva in sockennamn (utan "socken") i "Ange geografiskt område"
8. ↑  Fornlämningar, Statens historiska museum: Väckelsångs socken
9. ↑  Väckelsångsrapporten sidan 11-12
10. ↑  ”Tingsryd kommun”. www.lansstyrelsen.se. https://www.lansstyrelsen.se/kronoberg/samhalle/kulturmiljo/kulturmiljoprogram/tingsryd-kommun.html. Läst 16 juli 2023.
11. ↑  David Fuchs. ”Väckelsångs gamla kyrkogård”. Smålands museum rapport 2007:141. https://www.bebyggelseregistret.raa.se/bbr2/show/bilaga/showDokument.raa;jsessionid=72F525F8E23B09AE93ECE1C03D98F659.lx-ra-bbr?dokumentId=21000001827841&thumbnail=false. Läst 16 juli 2023.
12. ↑  Väckelsångsrapporten s 97-102
13. ↑  Hansson, Martin: Huvudgårdar och herravälden En studie av småländsk medeltid sidan 331
14. ↑  ”Kamin”. digitaltmuseum.se. https://digitaltmuseum.se/021026689506/kamin. Läst 16 juli 2023.